# Panzer Bandit
Panzer Bandit (パンツァーバンディット?, Pantsu Banditto) è un videogioco sviluppato nel 1997 dalla Fill-in-Café e pubblicato per PlayStation dalla Banpresto. Nel 2011 il videogioco è stato distribuito tramite PlayStation Network.

## Modalità di gioco
Il videogioco è un picchiaduro a scorrimento orizzontale, simile Guardian Heroes del 1996, benché rispetto al titolo SEGA, Panzer Bandit abbia soltanto due livelli di movimento. Il gameplay del gioco è relativamente semplice con soltanto due tasti per gli attacchi e i tasti direzionali per muovere il personaggio.
Il videogioco consiste di otto livelli in totale da completare e comprende un totale di dodici personaggi, compresi i quattro selezionabili e gli otto boss finali sbloccabili una volta completato il gioco.